# The Crickets
A The Crickets a népszerű rock'n'roll zenész, Buddy Holly együttese volt. Hosszú ideig működtek, 1957-től 2016-ig Rock'n'roll és a rockabilly műfajokban. Volt tagok (Buddy Holly-n kívül): Jerry Allison, Joe B. Mauldin, Earl Sinks, Jerry Naylor, Niki Sullivan, Sonny Curtis, Tommy Alsup és Glen Hardin.
1957-ben alakultak meg a texasi Lubbock-ban. A legelső nagylemezük, az 1957-es The Chirping Crickets bekerült az 1001 lemez, amit hallanod kell, mielőtt meghalsz című könyvbe. Karrierjük alatt több lemezt is piacra dobtak, stúdió, közép- és válogatáslemezt egyaránt. Buddy Holly 1959-ben történt halála ellenére is folytatták a tevékenységüket. 2008-ban bekerültek a Musicians Hall of Fame-be, amely a Tennessee állambeli Nashville-ben található. 2012-ben bekerültek a Rock and Roll Hall of Fame-be. 2015-ben Joe B. Mauldin 74 éves korában, rák következtében elhunyt. 2016-ban tartották az utolsó fellépésüket, az iowai Clear Lake-ben.

## Diszkográfia

### Buddy Holly-val
- The "Chirping" Crickets (1957)
- The Sound of the Crickets (1958)
- Buddy Holly (1958)
- That'll Be the Day (1958)

### The Crickets-ként (Buddy Holly halála után)
- In Style with the Crickets (1960)
- Bobby Vee Meets the Crickets (1962)
- Something Old, Something New, Something Blue, Somethin' Else (1962)
- California Sun / She Loves You (1964)
- A Collection (1965, válogatáslemez)
- Rockin' 50's Rock'n'Roll (1970)
- Rock Reflections ( 1971, válogatáslemez)
- Bubblegum, Pop, Ballads & Boogie (1973)
- Remnants (1973)
- Long Way from Lubbock (1975)
- Back in Style (1975, válogatáslemez)
- 3 Piece (1987)
- T Shirt (1988)
- Cover to Cover (1995)
- The Original (1996)
- Too Much Monday Morning (1996)
- Rockin (2000)
- Crickets and Their Buddies (2004)
- About Time Too (Mike Berry-vel)
- Double Exposure (2015)